# Фернандо III од Кастиље
Фернандо III од Кастиље познат као Фернандо III Светац (5. август 1199, Замора-30. мај 1252, Севиља), био је први краљ Круне Кастиље (1230—1252), а од 1217. краљ Кастиље, и краљ Леона од 1230. као и краљ Галиције од 1231. године. Био је син краља Алфонса IX од Леона и краљице Беренгеле од Кастиље. У другом браку такође је био гроф од Аумале. Краљ Фернандо III је био један од најуспешнијих краљева Кастиље, који је обезбедио не само трајну унију круна Кастиље и Леона, већ и руководио најопсежнијом кампањом територијалног проширења ка југу до тада у долини Гвадалкивир, у којој је исламска власт била у расулу. услед опадања присуства власти Алмохада на Иберијском полуострву.
Војним и дипломатским напорима, краљ Фернандо III је у великој мери проширио поседе Кастиље анексијом долине реке Гвадалкивир на југу Иберијског полуострва, успостављајући границе кастиљске државе за наредна два века. Нове територије су укључивале важне градове као што су Баеза, Убеда, Хаен, Кордоба и Севиља, који су били предмет Репартимиента, добили су нову општу повељу и поново насељени у наредним годинама.
Краља Фернанда III је 1671. канонизовао папа Климент X. Места као што су градови Сан Фернандо, Пампанга и Сан Фернандо, Ла Унион; Епархија Илаган и црква Сан Фернандо де Дилао у Паку, Манила на Филипинима; а у Сједињеним Државама, у Калифорнији, град Сан Фернандо, долина Сан Фернандо и у Тексасу катедрала Сан Фернандо у Сан Антонију названи су у његову част.

## Младост
Тачан датум Фернандовог рођења није јасан. Претпоставља се да је то било већ 1199. или чак 1198. године, иако новији истраживачи обично датирају Фернандово рођење у лето 1201. године. Фернандо је рођен у манастиру Валпараисо (Пелеас де Арриба, у данашњој провинцији Замора).
Као син краља Алфонса IX од Леона и његове друге жене краљице Беренгарије од Кастиље, Фернандо III је потицао од краља Алфонса VIII од Леона и Кастиље са обе стране; његов деда по оцу краљ Фернандо II од Леона и прадеда по мајци краљ Санчо III од Кастиље били су синови краља Алфонса VII, његово краљевство било је подељено између његових синова. Фернандо III је имао и друге краљевске претке од своје баке по оцу Ураке од Португала и своје баке по мајци Елеоноре Енглеске, кћерке Хенрија II Енглеског и Елеоноре од Аквитаније.
Брак Фернандових родитеља поништен је наредбом папе Иноћентија III 1204. године, због крвног сродства, али је деци признат легитимитет. Беренгарија је потом одвела њихову децу, укључујући Фернанда III, на двор свог оца, краља Алфонса VIII од Кастиље. Године 1217. умро је њен млађи брат краљ Енрике I и она га је наследила на кастиљанском престолу са Фернандом III као наследником, али је брзо предала власт сину.
Краљ Алфонсо од Леона сматрао је себе превареним, а млади краљ је морао да започне своју владавину ратом против свог оца и фракције кастиљанских племића који су подржавали његовог оца. Његове и способности његове мајке показале су се превише за краља Леона и његове кастиљске савезнике. Краљица Беренгарија је и даље имала кључни утицај на краља Фернанда III, пратећи њене савете у вођењу ратова, па чак и у избору жене, Елизабете Швапске.

## Долазак на власт
Фернандова мајка Беренгела од Кастиље била је кћерка Алфонса VIII од Кастиље и Леонор Плантагент, а 1217. године Беренгела је дошла на власт у Кастиљи, али се убрзо одрекла власти у корист сина Фернанда. Фернанада једино није признавао гроф Алвиро Нуњез де Лара, са Алвиром је склопио савез Фернандов отац Алфонсо IX од Леона, који га се одрекао. Они су чак успели да однесу победу код Бургоса, али 26. августа 1218. дошло је до мира па чак и савеза, када су отац и син кренули против Мавара.

## Рат против Мавра
Године 1225. краљ Фернандо III је освојио низ градова у близини Кордобе, али њу није успео освојити. Краљ Фернандо III се потом умешао у Алмохадски грађански рат и подржавајући Идриса I ал Ма'муна. Овај му је у знак захвалности дао 1229. године неке градове у Мароку.

## Круна Леона
После очеве смрти 1230. године, Фернандо је уз помоћ мајке дошао на леонски краљевски престо. После крунисања Фернандо је појурио на југ и искористивши слабљење Алмохада освојио је долину Гвадалкивира и таифу Мурсију. Следећих година Фернандо је освојио Кордобу, Хаен и Севиљу.

### Уједињење Кастиље и Леона
Када је Фернандов отац умро 1230. године, тестаментом је одредио да ће краљевство наследити његове старије ћерке Санча и Дулса, из његовог првог брака са Терезом од Португала. Али краљ Фернандо III је оспорио тестамент и затражио наследство за себе. На крају је постигнут договор о којем су преговарале пре свега њихове мајке, краљица Беренгарија и принцеза Тереза. Уговор из Бенавентеа потписан је 11. децембра 1230, којим је краљ Фернандо III добио Краљевину Леон, у замену за значајну надокнаду у готовини и земљишним поседима за своје полусестре, Санчу и Дулсу. Краљ Фернандо III је тако постао први суверен оба краљевства од смрти краља Алфонса VII 1157. године.
На почетку своје владавине, краљ Фернандо III је морао да се суочи са побуном куће Лара.

## Фернандова освајања
Фернандо је 24. јуна опсео Хаен, који је пао у септембру. Фернандо је потом послао свог сина Алфонса са грофом Алвиром Перезом, са њим је ишло 3 500 витезова. Њима се код Хереза 1231. супротставио маварски војсковођа Ибн Худ. После тог маварског пораза краљ Фернандо III је 1236. године освојио Кордобу, а 1245. године, краљ Фернандо III је поново опсео Хаен, који је бранио султан Мухамед I ибн Насер, али већ 22. фебруара 1246. године град је пао. У јулу 1247. кастиљске снаге од 13 галија су опселе Севиљу. Град је бранило 300.000 људи. Кастиљанци су га освојили 23. новембра, а краљ Фернандо III је триумфално ушао у град 22. децембра. Умро је 1252. године.

### Поновно освајање Ал-Андалуза
Пошто је битка код Лас Навас де Толоса 1212. зауставила напредовање Алмохада на Иберијском полуострву, низ примирја је више-мање одржао мир у Кастиљи и Алмохадским поседима у Ал-Андалузу. Међутим, наследна криза у Алмохадском калифату након смрти султана Јусуфа II 1224. године, отворила је краљу Фернанду III прилику за интервенцију. Претендент са седиштем у Андалузији, Абдалах ал-Адил, почео је да отпрема већину Алмохадског оружја и људи преко мореуза у Мароко како би оспорио право на трон свом тамошњем ривалу, остављајући Ал-Андалуз релативно небрањеним. Ал-Адилов бунтовни рођак, Абдулах ал-Бајаси (Баезан), тражио је од краља Фернанда III војну помоћ против узурпатора. Године 1225, кастиљска војска је пратила ал-Бајарија у кампањи, опустошивши регионе Хаен, вега де Гранада и, пре краја године, успешно поставила ал-Бајасија на власт у Кордоби. Као исплату, ал-Бајаси је краљу Фернанду III дао стратешка гранична упоришта Банос де ла Енсина, Салватијеру (стара тврђава Реда Калатрава у близини Сиудад Реала) и Капила (од којих је последња морала бити заузета опсадом). Када је ал-Бајиари збачен и убијен у народној побуни у Кордоби убрзо након тога, Кастиљанци су окупирали ал-Бајиасијеве поседе у Андухару, Баези и Мартосу.
Криза у Алмохадском калифату, међутим, остала је нерешена. Године 1228, нови претендент Алмохада, Идрис ал-Мамун, одлучио је да напусти Иберијско полуострво и отишао је са последњим остатком Алмохадских снага у Мароко. Ал-Андалуз је остао распарчан у рукама локалних моћника, које је само лабаво предводио Мухамед ибн Јусуф ибн Худ ал-Јудхами. Видевши прилику, хришћански краљеви севера – Фернандо III од Кастиље, Алфонсо IX од Леона, Ђауме I од Арагона и Санчо II од Португала – одмах су покренули низ напада на Ал-Андалуз, који су се понављали скоро сваке године. Није било великих битака – Ибн Худова импровизована андалузијска војска је уништена рано, док је покушавала да заустави снаге краљевине Леон код Аланга 1230. Хришћанске војске су се продрле ка југу практично без отпора на терену. Поједини андалузијски градови су били остављени да се сами одупру или преговарају о капитулацији, са мало или нимало изгледа за спас из Марока или било где другде.
У периоду од двадесет година од 1228. до 1248. године, је до тада најмасовнији напредак у реконквисти. У овом великом замаху, већина великих старих тврђаваа ал-Андалуза падала је једна по једна. краљ Фернандо III је узео лавовски део плена – Бадахоз и Мериду (који су припали краљевини Леон) је краљ Фернандо III одмах наследио 1230. године; затим сопственим напором, Казорла 1231, Убеда 1233, стара престоница Омајада Кордоба 1236, Ниебла и Уелва 1238, Есиха и Лусена 1240, Орихуела и Мурсија 1243 (по чувеном Алкараз'пакту), Арјона, Мула и Лорка 1244, Картахена 1245, Хаен 1246, Аликанте 1248 и коначно, 22. децембра 1248, краљ Фернандо III је ушао као освајач у Севиљу, највећи андалузијски град. На крају овог двадесетогодишњег ратовања, остала је непокорена само крња андалузијска држава, Емират Гранада (и поред тога, краљ Фернандо III је успео да наметне новчани данак Гранади 1238).
Краљ Фернандо III је неке освајене поседе анектирао директно у круну Кастиље, а други су првобитно примљени и организовани као вазалне државе под муслиманским гувернерима (нпр. Аликанте, Ниебла, Мурсија), иако су и оне на крају биле трајно окупиране и апсорбоване у Кастиљу пре краја века (Ниебла 1262, Мурсија 1264, Аликанте 1266). Изван ових вазалних држава, хришћанска владавина могла би да буде тешка према новим муслиманским поданицима. Распон кастиљанских освајања такође је понекад прелазио у сфере интересовања других освајача. Тако је краљ Фернандо III успут водио рачуна да пажљиво преговара са осталим хришћанским краљевима да избегне сукоб, нпр. Уговор из Алмизре (26. март 1244) који је оцртао границу Мурсије са краљем Ђаумеом I Арагонским.
Краљ Фернандо III је поделио освојене територије између витезова, цркве и племства, које је обдарио великим феудима. Када је заузео Кордобу, наредио је да Liber Iudiciorum усвоје и посматрају њени грађани, и учинио је да се, иако нетачно, преведе на кастиљански.
Заузимање Кордобе било је резултат добро планираног и спроведеног процеса у коме су делови града (Ајаркија) прво пали у руке независних алмогавара Сијера Морене на северу, које краљ Фернандо III у то време није потчинио. Тек 1236. године, краљ Фернандо III је стигао са краљевском војском да заузме Медину, верски и административни центар града. Краљ Фернандо III је основао савет партидора да подели освајене поседе и између 1237. и 1244. године, велики део земље је подељен приватним лицима и члановима краљевске породице, као и Цркви. Краљ Фернандо III је 10. марта 1241. успоставио седам испостава да би одредио границу покрајине Кордобе.

## Унутрашња политика
На унутрашњем плану, краљ Фернандо III је ојачао Универзитет у Саламанци и подигао садашњу катедралу у Бургосу. Био је покровитељ најновијег покрета у Цркви, покрета просјачких редова. Док су бенедиктинци, а потом и цистерцити и клунијаци, до тада имали главно учешће у Реконкисти, краљ Фернандо III је оснивао куће за фратре доминиканског, фрањевачког, тринитарског и мерцедарског реда широм Андалузије, одређујући тако будући верски карактер тог региона. Краљ Фернандо III је такође био заслужан за одржавање конвивенције у Андалузији. И сам је ступио у Трећи ред светог Фрање, и у том реду је почаствован.
Водио је рачуна да своје поданике не оптерећује опорезивањем, плашећи се, како је рекао, проклетства једне сиромашне жене више него целе војске Сарацена.

## Смрт
Краљ Фернандо III је почео владавину као оспорни краљ Кастиље. У време своје смрти предао је свом сину и наследнику, Алфонсу X, масовно проширено краљевство. Границе нове кастиљанске државе коју је успоставио краљ Фернандо III остале су скоро непромењене до касног 15. века. Његова биографкиња, сестра Марија дел Кармен Фернандез де Кастро Кабеза, А.Ц.Ј., тврди да је краљ Фернандо III на самрти рекао свом сину „бићеш богат земљом и многим добрим вазалима, више него било који други краљ у хришћанском свету“.
Фернандова смрт је приписана воденој болести коју је добио у зиму 1251. Његова смрт се догодила 30. маја 1252. и сахранио га је у катедрали у Севиљи његов син краљ Алфонсо X. Сахрана је обављена 1. јуна 1252. служио је Ремондо, бискуп Сеговије, у катедрали. У граду су били краљевски вазали, бискупи, игумани и богати људи краљевства, који су дошли да одају почаст покојном краљу. Његова гробница је била исписана на четири језика: арапском, хебрејском, латинском и раној верзији кастиљанског.
Папа Климент X га је 1671. канонизовао. Нетрулежно тело светог Фернанда се и данас може видети у севиљској катедрали, јер почива затворен у златном и кристалном ковчегу достојном краља. Његова златна круна још увек окружује његову главу док лежи испод статуе Богородице од краљева. У његову част основано је неколико места по имену Сан Фернандо широм Шпанског царства. Његово, устоличење, мач и кугла приказани су на грбу фудбалског клуба Севиља.
Симбол његове моћи као краља био је његов мач Лобера.

## Проглашење за свеца
Иако није поштовао папине буле и самог папу, папа Климент X га је 1671. године прогласио за свеца, вероватно зато што је помагао фрањевцима и доминиканцима, и био суров према јеретицима против којих се борио. Католици га славе 30. децембра.

## Патронат
Свети Фернандо је заштитник Севиље, Аранхуеза, Сан Фернанда де Енареса, Маспаломаса, Пивијаја и неколико других локалитета. Он је такође покровитељ Инжињерског корпуса шпанске војске, и инжењера уопште.
Од оснивања 1819. године епархије Сан Кристобал де Ла Лагуна, која се назива и „Бискупија Тенерифе“ (Канарска острва), Свети Фернандо је ко-покровитељ бискупије и њене катедрале у складу са папском булом коју је издао папа Пије VII. То је зато што је Ла Лагуна суфраганска бискупија Севиљске надбискупије чији главни град има Светог Фернанда као једног од својих заштитника, заједно сa "Virgen de los Reyes" . Свети Фернандо је и покровитељ Универзитета Ла Лагуна, пошто је ова институција основана под именом "Universidad Literaria de San Fernando" (Књижевни универзитет Светог Фердинанда).

## Породица

### Први брак
Краљ Фернандо III се 1219. оженио Елизабетом Швапском (1203–1235). Била је четврта ћерка Филипа, војводе од Швапске, и Ирине Анђел. Њихова деца су била:
- Алфонсо X (1221–1284), његов наследник
- Фридрих (1223–1277)
- Фернандо (1225–1243/1248)
- Елеонора (рођена 1227), умрла млада
- Беренгарија (1228–1288/89), монахиња у Лас Хуелгасу
- Енрике (1230–1303)
- Филип (1231–1274). Био је обећан Цркви, али га је лепота Кристине Норвешке, ћерке краља Хакона IV од Норвешке, која је била намењена за невесту једном од његове браће, толико одушевила да је напустио своје свете завете и оженио се њом. Умрла је 1262. без деце.
- Санчо, надбискуп Толеда и Севиље (1233–1261)
- Мануел од Кастиље (1234–1283)
- Марија, умрла као дете у новембру 1235

### Други брак
Након што је остао удовица, оженио се Жоаном, грофицом од Понтије, пре августа 1237. године. Имали су четири сина и једну ћерку:
- Фернандо (1238–1264/1269), гроф од Аумале.
- Елеонора (око 1241–1290), удата за краља Едварда I Енглеског.[25]
- Луис (1243–1269).
- Симон (1244), преминуо је млад и сахрањен у манастиру у Толеду.
- Хуан (1245), умро је млад и сахрањен у катедрали у Кордоби.

## Породично стабло
|  |                                         |  |  |  |  |  |  |  |  |  |  |  |  |  |  |  |
|  | 16. Raymond of Burgundy                 |  |  |  |  |  |  |  |  |  |  |  |  |  |  |  |
|  |                                         |  |  |  |  |  |  |  |  |  |  |  |  |  |  |  |
|  |                                         |  |  |  |  |  |  |  |  |  |  |  |  |  |  |  |
|  | 8. Алфонсо VII од Леона и Кастиље (=24) |  |  |  |  |  |  |  |  |  |  |  |  |  |  |  |
|  |                                         |  |  |  |  |  |  |  |  |  |  |  |  |  |  |  |
|  |                                         |  |  |  |  |  |  |  |  |  |  |  |  |  |  |  |
|  | 17. Урака од Леона и Кастиље            |  |  |  |  |  |  |  |  |  |  |  |  |  |  |  |
|  |                                         |  |  |  |  |  |  |  |  |  |  |  |  |  |  |  |
|  |                                         |  |  |  |  |  |  |  |  |  |  |  |  |  |  |  |
|  | 4. Фернандо II од Леона                 |  |  |  |  |  |  |  |  |  |  |  |  |  |  |  |
|  |                                         |  |  |  |  |  |  |  |  |  |  |  |  |  |  |  |
|  |                                         |  |  |  |  |  |  |  |  |  |  |  |  |  |  |  |
|  | 18. Рамон Беренгер III                  |  |  |  |  |  |  |  |  |  |  |  |  |  |  |  |
|  |                                         |  |  |  |  |  |  |  |  |  |  |  |  |  |  |  |
|  |                                         |  |  |  |  |  |  |  |  |  |  |  |  |  |  |  |
|  | 9. Беренгарија од Барселоне (=25)       |  |  |  |  |  |  |  |  |  |  |  |  |  |  |  |
|  |                                         |  |  |  |  |  |  |  |  |  |  |  |  |  |  |  |
|  |                                         |  |  |  |  |  |  |  |  |  |  |  |  |  |  |  |
|  | 19. Douce I, Countess of Provence       |  |  |  |  |  |  |  |  |  |  |  |  |  |  |  |
|  |                                         |  |  |  |  |  |  |  |  |  |  |  |  |  |  |  |
|  |                                         |  |  |  |  |  |  |  |  |  |  |  |  |  |  |  |
|  | 2. Алфонсо IX од Леона                  |  |  |  |  |  |  |  |  |  |  |  |  |  |  |  |
|  |                                         |  |  |  |  |  |  |  |  |  |  |  |  |  |  |  |
|  |                                         |  |  |  |  |  |  |  |  |  |  |  |  |  |  |  |
|  | 20. Енрике Бургундски                   |  |  |  |  |  |  |  |  |  |  |  |  |  |  |  |
|  |                                         |  |  |  |  |  |  |  |  |  |  |  |  |  |  |  |
|  |                                         |  |  |  |  |  |  |  |  |  |  |  |  |  |  |  |
|  | 10. Афонсо I Португалски                |  |  |  |  |  |  |  |  |  |  |  |  |  |  |  |
|  |                                         |  |  |  |  |  |  |  |  |  |  |  |  |  |  |  |
|  |                                         |  |  |  |  |  |  |  |  |  |  |  |  |  |  |  |
|  | 21. Тереза од Леона                     |  |  |  |  |  |  |  |  |  |  |  |  |  |  |  |
|  |                                         |  |  |  |  |  |  |  |  |  |  |  |  |  |  |  |
|  |                                         |  |  |  |  |  |  |  |  |  |  |  |  |  |  |  |
|  | 5. Урака од Португалије                 |  |  |  |  |  |  |  |  |  |  |  |  |  |  |  |
|  |                                         |  |  |  |  |  |  |  |  |  |  |  |  |  |  |  |
|  |                                         |  |  |  |  |  |  |  |  |  |  |  |  |  |  |  |
|  | 22. Амадео III од Савоје                |  |  |  |  |  |  |  |  |  |  |  |  |  |  |  |
|  |                                         |  |  |  |  |  |  |  |  |  |  |  |  |  |  |  |
|  |                                         |  |  |  |  |  |  |  |  |  |  |  |  |  |  |  |
|  | 11. Матилда од Савоје и Португалије     |  |  |  |  |  |  |  |  |  |  |  |  |  |  |  |
|  |                                         |  |  |  |  |  |  |  |  |  |  |  |  |  |  |  |
|  |                                         |  |  |  |  |  |  |  |  |  |  |  |  |  |  |  |
|  | 23. Mahaut of Albon                     |  |  |  |  |  |  |  |  |  |  |  |  |  |  |  |
|  |                                         |  |  |  |  |  |  |  |  |  |  |  |  |  |  |  |
|  |                                         |  |  |  |  |  |  |  |  |  |  |  |  |  |  |  |
|  | 1. Фернандо III од Кастиље              |  |  |  |  |  |  |  |  |  |  |  |  |  |  |  |
|  |                                         |  |  |  |  |  |  |  |  |  |  |  |  |  |  |  |
|  |                                         |  |  |  |  |  |  |  |  |  |  |  |  |  |  |  |
|  | 24. Алфонсо VII од Леона и Кастиље (=8) |  |  |  |  |  |  |  |  |  |  |  |  |  |  |  |
|  |                                         |  |  |  |  |  |  |  |  |  |  |  |  |  |  |  |
|  |                                         |  |  |  |  |  |  |  |  |  |  |  |  |  |  |  |
|  | 12. Санчо III од Кастиље                |  |  |  |  |  |  |  |  |  |  |  |  |  |  |  |
|  |                                         |  |  |  |  |  |  |  |  |  |  |  |  |  |  |  |
|  |                                         |  |  |  |  |  |  |  |  |  |  |  |  |  |  |  |
|  | 25. Беренгарија од Барселоне (=9)       |  |  |  |  |  |  |  |  |  |  |  |  |  |  |  |
|  |                                         |  |  |  |  |  |  |  |  |  |  |  |  |  |  |  |
|  |                                         |  |  |  |  |  |  |  |  |  |  |  |  |  |  |  |
|  | 6. Алфонсо VIII од Кастиље              |  |  |  |  |  |  |  |  |  |  |  |  |  |  |  |
|  |                                         |  |  |  |  |  |  |  |  |  |  |  |  |  |  |  |
|  |                                         |  |  |  |  |  |  |  |  |  |  |  |  |  |  |  |
|  | 26. Гарсија Рамирез од Наваре           |  |  |  |  |  |  |  |  |  |  |  |  |  |  |  |
|  |                                         |  |  |  |  |  |  |  |  |  |  |  |  |  |  |  |
|  |                                         |  |  |  |  |  |  |  |  |  |  |  |  |  |  |  |
|  | 13. Бланка од Наваре                    |  |  |  |  |  |  |  |  |  |  |  |  |  |  |  |
|  |                                         |  |  |  |  |  |  |  |  |  |  |  |  |  |  |  |
|  |                                         |  |  |  |  |  |  |  |  |  |  |  |  |  |  |  |
|  | 27. Маргарита од Егла                   |  |  |  |  |  |  |  |  |  |  |  |  |  |  |  |
|  |                                         |  |  |  |  |  |  |  |  |  |  |  |  |  |  |  |
|  |                                         |  |  |  |  |  |  |  |  |  |  |  |  |  |  |  |
|  | 3. Беренгела од Кастиље                 |  |  |  |  |  |  |  |  |  |  |  |  |  |  |  |
|  |                                         |  |  |  |  |  |  |  |  |  |  |  |  |  |  |  |
|  |                                         |  |  |  |  |  |  |  |  |  |  |  |  |  |  |  |
|  | 28. Жофруа Плантагенет, гроф Анжуа      |  |  |  |  |  |  |  |  |  |  |  |  |  |  |  |
|  |                                         |  |  |  |  |  |  |  |  |  |  |  |  |  |  |  |
|  |                                         |  |  |  |  |  |  |  |  |  |  |  |  |  |  |  |
|  | 14. Хенри II Плантагенет                |  |  |  |  |  |  |  |  |  |  |  |  |  |  |  |
|  |                                         |  |  |  |  |  |  |  |  |  |  |  |  |  |  |  |
|  |                                         |  |  |  |  |  |  |  |  |  |  |  |  |  |  |  |
|  | 29. Матилда од Енглеске                 |  |  |  |  |  |  |  |  |  |  |  |  |  |  |  |
|  |                                         |  |  |  |  |  |  |  |  |  |  |  |  |  |  |  |
|  |                                         |  |  |  |  |  |  |  |  |  |  |  |  |  |  |  |
|  | 7. Елеонора Енглеска, краљица Кастиље   |  |  |  |  |  |  |  |  |  |  |  |  |  |  |  |
|  |                                         |  |  |  |  |  |  |  |  |  |  |  |  |  |  |  |
|  |                                         |  |  |  |  |  |  |  |  |  |  |  |  |  |  |  |
|  | 30. Вилијам X од Аквитаније             |  |  |  |  |  |  |  |  |  |  |  |  |  |  |  |
|  |                                         |  |  |  |  |  |  |  |  |  |  |  |  |  |  |  |
|  |                                         |  |  |  |  |  |  |  |  |  |  |  |  |  |  |  |
|  | 15. Елеонора од Аквитаније              |  |  |  |  |  |  |  |  |  |  |  |  |  |  |  |
|  |                                         |  |  |  |  |  |  |  |  |  |  |  |  |  |  |  |
|  |                                         |  |  |  |  |  |  |  |  |  |  |  |  |  |  |  |
|  | 31. Енора од Шатлроа                    |  |  |  |  |  |  |  |  |  |  |  |  |  |  |  |
|  |                                         |  |  |  |  |  |  |  |  |  |  |  |  |  |  |  |
|  |                                         |  |  |  |  |  |  |  |  |  |  |  |  |  |  |  |